# شوجو كامو
شوجو كامو (加茂 正五) (ولد 12 ديسمبر 1915- 14 سبتمبر 1977) هو لاعب كرة قدم ياباني سابق، شارك في دورة الألعاب الاولمبية الصيفية عام 1936 في برلين.

## روابط خارجية
1. ↑  代表TIMELINE | SAMURAI BLUE サッカー日本代表| 日本サッカー協会 نسخة محفوظة 29 يونيو 2017 على موقع واي باك مشين.
2. ↑  "Shogo Kamo Biography and Statistics". Sports Reference. مؤرشف من الأصل في 2018-05-20. اطلع عليه بتاريخ 2009-06-16.

- شوجو كامو على موقع الاتحاد الدولي (مؤرشف)  (الإنجليزية)
- شوجو كامو على موقع ناشيونال فوتبول تيمز (الإنجليزية)
- شوجو كامو على موقع عالم كرة القدم.نت (الإنجليزية)
- شوجو كامو على موقع أوليمبيديا (الإنجليزية)